# Simfonia núm. 5 (Holmboe)
La Simfonia núm. 5, op. 35, va ser escrita pel compositor danès Vagn Holmboe el 1944. Es va estrenar el 16 de juny de 1945 a Copenhaguen, interpretada per l'Orquestra de la Sala de concerts Tívoli sota la direcció de Lavard Friisholm, a qui la va dedicar. Té una durada aproximada de 25 minuts.

## Moviments
- I. Allegro non troppo
- II. Andante affetuoso
- III. Vivace

## Origen i context
La Cinquena Simfonia es va crear poc temps després de la Quarta, i la inscripció "any de guerra 1944" que va fer el compositor a la partitura indica clarament l'experiència que inspira aquesta obra. Dos anys després, Friisholm la va tornar a dirigir al Festival de la SIMC a Copenhaguen i va proporcionar a Holmboe la seva primera experiència de fama internacional.
Aquesta simfonia consta de tres moviments que segueixen l'estructura clàssica de ràpid-lent-ràpid. Es pot observar un notable ús inicial de la tècnica de metamorfosi, que es desenvolupa plenament a les Simfonies Setena i Vuitena. Al tercer moviment, es fa evident el gran amor i admiració de Holmboe per Haydn. La compositora Pauline Hall, va escriure al diari noruec Dagbladet: «L'obra té un captivador pols rítmic, un impuls irresistible cap endavant que obliga l'oient a seguir. Vagn Holmboe explota els colors de l'orquestra, els combina segons la seva pròpia inclinació i té un control total de les línies musicals. La simfonia està construïda horitzontalment, si es pot expressar així; les línies ho són tot».

## Instrumentació
La simfonia va ser escrita per a una gran orquestra formada per 3 flautes, 2 oboès, 2 clarinets, 2 fagots - 4 trompes, 3 trompetes, 3 trombons, 1 tuba, timbales, percussió (3 músics), celesta i cordes.